# 戸田芳実
戸田 芳実（とだ よしみ、1929年1月26日 - 1991年8月29日）は、日本の歴史学者。神戸大学名誉教授。日本中世史。

## 来歴
浪速高等学校を経て、1955年卒業論文「古代社会における在地の変質について」をまとめ、 京都大学文学部卒業、1960年同大学院文学研究科博士課程単位取得退学。1961年神戸女子薬科大学講師、1964年助教授、1968年東京都立大学人文学部助教授、1974年神戸大学文学部教授。1991年定年退官、名誉教授。同年神戸女子大学文学部教授となるが約5か月で逝去。
1964年に「中世領主制成立史の基礎研究」により、京都大学から文学博士の学位を授与される。
学生時代に他の多くの人と同じく石母田正の「中世的世界の形成」に影響を受け、その後の進路を決定した。研究者となって以降は、河音能平、大山喬平、工藤敬一らと封建制度を研究するグループを作り中世史に関する論考を発表する。王朝国家論を主唱し、領主制の研究、あるいは中世の都市論、農業史などの研究に従事し幅広く活躍した。教え子に大阪大学教授の川合康、奈良女子大学教授の西谷地晴美、神戸大学教授の市沢哲がいる。

## 著書

### 単著
- 『日本領主制成立史の研究』岩波書店、1967年
- 『中右記─躍動する院政時代の群像』そしえて、1979年
- 『初期中世社会史の研究』東京大学出版会、1991年
- 『歴史と古道─歩いて学ぶ中世史』人文書院、1992年
- 『日本中世の民衆と領主』校倉書房、1994年
- 『中世の神仏と古道』吉川弘文館、1995年

### 編著
- 『岸和田市史史料1 泉州久米田寺文書』岸和田市、1973年
- 『土一揆と内乱』三省堂、1975年
- 『中世の生活空間』有斐閣、1993年

### 遺文集
- 戸田芳實氏追悼文集編集委員会 編『戸田芳實の道:追悼思藻』戸田芳實氏追悼文集刊行会、1992年。 NCID BN07955164。

## 参考資料
- 財界評論新社 編『麦生の床に百鳥の：旧制高等学校物語（浪速高校編）』財界評論新社、1969年。NCID BN05548057。